# Tóth Gábor (festő)
Tóth Gábor (szignója: G. Tot; Budapest, 1950 – Budapest, 2019. február 10.) magyar grafikus és festőművész.

## Életpályája
Tóth Gábor Európán kívül az USA-ban és Japánban is befutott művész. 1974 óta Európa számos galériájában megtalálhatóak festményei. Fiatal korában grafikai tanulmányai mellett portréfestészetet tanult. Az olajfestészetére neves művésztanárok - Szlávik Lajos, Korga György, Panner László és Wessely Tibor - hatottak, de a klasszikus stílusban festő kortárs művészek, és barátok: Kiss Csaba, Bubárnik Gyula és Vida Gábor is alakították művészetét.
Tudását, festőművészeti tapasztalatait szívesen osztotta meg. Rendszeres vendége, és szervezője volt a Halászteleki Művésztelepnek. Festményei köz- és magángyűjteményekben is megtalálhatóak.

## Festészete
A XVIII–XIX. századi festmények technikáját a Müncheni Képzőművészeti Akadémia régi könyveiből sajátította el. E kor német és osztrák festői ihlették első táj- és életképeit, csendéleteit.
Festészetét a realizmus és a hiperrealizmus sajátos ötvözete jellemzi, de vonzódott a szürrealizmus álomszerű világához is. Olajfestékkel dolgozott festővászonra, falemezre és rézlemezre. Képeivel örök kísérletező. Legújabb festményét 3D (háromdimenziós) festéstechnikával alkotta meg, ezek a képek térhatása speciális (vörös-cián) színű szemüveggel láthatóak. Rendszeresen készített mesekönyv-illusztrációkat. 

## Művei
- Tóth Gábor a festőművész.hu-n
- G.TOT Tóth Gábor festőművész weboldala
- Járdanyomok; Magyar Műhely, Budapest, 2007 (Pixel-könyvek)

## Kiállításai
- 1974. Magyarország
- 1975. Ausztria
- 1980. Anglia
- 1983. Anglia
- 1986. Anglia
- 1992. Hollandia, Svájc
- 1996 Japán
- 1997. Oszaka, Tokió, USA
- 2000. USA, Budapest, Kobe, Jokohama
- 2001. Florida, Budapest
- 2004. Richmond
- 2006, 2007. Ebenfurt – Nemzetközi Művésztalálkozó
- 2007. Budapest (Fehér Páva szálloda)
- 2009. Budapest (XO Étterem), Hajdúnánás (Kéki Lajos-múzeum)
- 2009, 2010. Kobe
- 2010. Budapest (Budapest Hotel, Duna Palota)
- 2011. Budapest Körszálló, Oszaka
- 2012. Kertész Galéria, Pipacs Galéria, Halásztelki Művésztelep
- 2013. Oszaka, Halásztelki Művésztelep, Budapest Pestszentlőrinci Önkormányzat Galéria
- 2014. Halásztelki Művésztelep
- 2018. Budapest, OTP Galéria